# Équipe cycliste XDS Astana Development
L'équipe XDS Astana Development Team est une équipe cycliste kazakhe, ayant le statut d'équipe continentale depuis sa création en 2022. Elle est l'équipe réserve de XDS Astana.

## Dopage
Le 10 septembre 2024, Ilkhan Dostiyev est suspendu 4 ans par l'UCI, après avoir été contrôlé positif à l'EPO CERA le 30 juillet de la même année. Il a reconnu les faits et a été immédiatement licencié par l'équipe.

## Principales victoires

### Courses d'un jour
- GP Goriska & Vipava Valley : 2024 (Mattia Negrente)

### Courses par étapes
- Tour de Sakarya : 2023 (Martin Laas)
- Tour de Szeklerland : 2024 (Lev Gonov)
- Tour de Roumanie : 2024 (Ilkhan Dostiyev)

### Championnats nationaux
- Championnats du Kazakhstan sur route : 5
  - Course en ligne espoirs : 2022 et 2023 (Nicolas Vinokourov)
  - Contre-la-montre espoirs : 2022 (Daniil Pronskiy), 2023 (Maxim Taraski) et 2024 (Andrey Remkhe)

## Classements UCI
L'équipe participe aux épreuves des circuits continentaux et en particulier de l'UCI Asia Tour. Les tableaux ci-dessous présentent les classements de l'équipe sur les différents circuits, ainsi que son meilleur coureur au classement individuel.
UCI America Tour
| UCI America Tour | UCI America Tour       | UCI America Tour                          | UCI America Tour |
| Année            | Classement par équipes | Meilleur coureur au classement individuel |                  |
| ---------------- | ---------------------- | ----------------------------------------- | ---------------- |
| 2022             | -                      | Harold Martín López (124e)                |                  |
| 2023             | -                      | Harold Martín López (59e)                 |                  |
|                  |                        |                                           |                  |
| Source : UCI     |                        |                                           |                  |

UCI Asia Tour
| UCI Asia Tour | UCI Asia Tour          | UCI Asia Tour                             | UCI Asia Tour |
| Année         | Classement par équipes | Meilleur coureur au classement individuel |               |
| ------------- | ---------------------- | ----------------------------------------- | ------------- |
| 2022          | 8e                     | Nicolas Vinokourov (11e)                  |               |
| 2023          | 10e                    | Nicolas Vinokourov (37e)                  |               |
| 2024          | 4e                     | Andrey Remkhe (27e)                       |               |
|               |                        |                                           |               |
| Source : UCI  |                        |                                           |               |

UCI Europe Tour
| UCI Europe Tour | UCI Europe Tour        | UCI Europe Tour                           | UCI Europe Tour |
| Année           | Classement par équipes | Meilleur coureur au classement individuel |                 |
| --------------- | ---------------------- | ----------------------------------------- | --------------- |
| 2022            | -                      | Matīss Kaļveršs (756e)                    |                 |
| 2023            | -                      | Michele Gazzoli (579e)                    |                 |
| 2024            | -                      | Max Walker (307e)                         |                 |
|                 |                        |                                           |                 |
| Source : UCI    |                        |                                           |                 |

L'équipe est également classée au Classement mondial UCI qui prend en compte toutes les épreuves UCI et concerne toutes les équipes UCI.
| Classement mondial | Classement mondial     | Classement mondial                        | Classement mondial |
| Année              | Classement par équipes | Meilleur coureur au classement individuel |                    |
| ------------------ | ---------------------- | ----------------------------------------- | ------------------ |
| 2022               | 78e                    | Nicolas Vinokourov (441e)                 |                    |
| 2023               | 69e                    | Nicolas Vinokourov (642e)                 |                    |
| 2024               | 45e                    | Max Walker (386e)                         |                    |
|                    |                        |                                           |                    |
| Source : UCI       |                        |                                           |                    |

## XDS Astana Development Team en 2025
Effectif
| Effectif 2025            | Effectif 2025     | Effectif 2025 | Effectif 2025                  |
| Cycliste                 | Date de naissance | Pays          | Équipe précédente              |
| ------------------------ | ----------------- | ------------- | ------------------------------ |
| Luca Attolini            | 16 octobre 2006   | Italie        |                                |
| Pierre-Henry Basset      | 29 mars 2004      | France        | CIC U Nantes Atlantique (2024) |
| Alessio Delle Vedove     | 11 février 2004   | Italie        | Wanty-Re Uz-Technord (2024)    |
| Artëm Fofonov            | 8 janvier 2005    | France        | AG2R Citroën U19 Team (2023)   |
| Lev Gonov                | 6 janvier 2000    | Russie        | PC Baix Ebre (2024)            |
| Daniil Marukhin          | 13 février 1999   | Kazakhstan    | Astana Qazaqstan Team (2024)   |
| Ludovico Maria Mellano   | 23 août 2006      | Italie        |                                |
| Mattia Negrente          | 28 mai 2005       | Italie        |                                |
| Ivan Smirnov             | 14 janvier 1999   | Russie        | PC Baix Ebre (2024)            |
| Gleb Syritsa             | 14 avril 2000     | Russie        | Astana Qazaqstan Team (2024)   |
| Santiago Umba            | 20 novembre 2002  | Colombie      | Astana Qazaqstan Team (2024)   |
| Alexandre Vinokourov     | 7 juillet 2002    | Kazakhstan    |                                |
| Gustav Wang              | 13 mars 2003      | Danemark      | Airtox-Carl Ras (2024)         |
| Ruslan Yelyubayev        | 28 juin 2002      | Kazakhstan    |                                |
| Simone Zanini            | 26 mars 2004      | Italie        |                                |
| David Zanutta            | 5 janvier 2006    | Italie        |                                |
|                          |                   |               |                                |
| Source : ProCyclingStats |                   |               |                                |

Victoires
| Victoires | Victoires | Victoires | Victoires | Victoires | Victoires |
| Date      | Course    | Pays      | Classe    | Vainqueur |           |
| --------- | --------- | --------- | --------- | --------- | --------- |